# Suunto
Suunto is een bedrijf dat sporthorloges, duikcomputers en meetapparatuur maakt. Het bedrijf is opgericht in 1936 door Tuomas Vohlonen in Vantaa, Finland. Het hoofdkantoor zit nog steeds in Finland naast de fabriek. Het bedrijf heeft ongeveer 300 mensen in dienst. Suunto is een onderdeel van het Finse Amer Sports, waaronder ook de merken Salomon, Atomic en Wilson vallen.